# 太阳梁乡
太阳梁乡是中华人民共和国宁夏回族自治区中卫市中宁县下辖的一个乡。

## 行政区划
太阳梁乡下辖以下村级行政区划单位：
惠民社区、兴渠社区、新海村、白马梁村、南塘村、隆原村、德盛村、兴源村、北湖村。